# Poble Espanyol
A Poble Espanyol (spanyolul Pueblo español; jelentése spanyol falu) egy falumúzeum, Barcelona egyik fő látványossága. 1929-ben épült a katalán fővárosban megrendezett világkiállítás alkalmából, a spanyol művészi élet bemutatása céljából. A 49 000 m² alapterületű, faluként kialakított múzeumban Spanyolország különböző tájainak építészeti hagyományait mutatják be 117 épületen, utcákon és tereken keresztül.

## Története
Miguel Primo de Rivera diktatúrája idején, 1929-ben rendezték meg az utolsó barcelonai világkiállítást, mely alkalmával a szervezők úgy döntöttek, hogy egy időszakos kiállítást hoznak létre a spanyol művészeti hagyományok (elsősorban építészeti) bemutatására. Josep Puig i Cadafalch neves építész javaslatára egy falumúzeum megépítése mellett döntöttek, melyben a különböző spanyolországi tájak jellegzetes építészeti hagyományait mutatják be. Felépítését hosszas dokumentáló utazás előzte meg, mely során Francesc Folguera és Ramon Reventós építészek valamint Miguel Utrillo műkritikus és Xavier Nogués festő bejárták az ország több mint 1600 települését, gazdag fényképanyagot gyűjtve, melyek alapján megtervezték a falut. Ennek eredményeként született meg mindössze tizenhárom hónap alatt a Poble Espanyol, mely Spanyolországot Barcelonába hozta. Ennek politikai konotációja is volt, hiszen Primo de Rivera ekképpen próbálta erősíteni Katalónia és Spanyolország együvé tartozásának az eszméjét és próbálta a spanyol nacionalista politikát erősíteni. Ezt a politikát később Franco tábornok diktatúrája idején is követték. A falu hatalmas népszerűségnek örvendett a látogatók körében, ezért a világkiállítás bezárása után is megtartották, noha eredetileg időszakos kiállításnak tervezték, akárcsak a párizsi Eiffel-tornyot. A spanyol polgárháború idején a falumúzeum fokozatosan veszített jelentőségéből, látogatóinak száma megcsappant, majd egy ideig be is zárták és börtönnek használták. Itt vették filmre Max Aub és André Malraux Sierra de Teruel című filmjének egyes jeleneteit. A polgárháború után felújították, a megrongált épületeket helyrehozták és napjainkban már Barcelona egyik fő látványosságának számít a Montjuïc oldalában felépült falumúzeum.

## Épületek
A falumúzeumban felhúzott épületek az eredetiek méretarányos másolatai, a Spanyolországot bejárt négy művész fényképei, skiccei és feljegyzései alapján épültek. Tájanként csoportosítva állnak. Bennük kézművesműhelyek, boltok, kiállítások kaptak helyet, melyek a népművészeti hagyományok mellett a modern katalán művészeti életbe is betekintést nyújtanak. A falumúzeum főtere a Plaza Mayor, melyet a hasonló nevű madridi tér inspirált. Innen indul a falut átszelő főút, mely a Plaza de la Fonton hurokszerűen visszafordul. A főútból több kisebb utca, sikátor ágazik el, valamint portálokon keresztül belső udvarok is megközelíthetők. A falu keleti végét a kolostor zárja le.
Jelentősebb épületek:

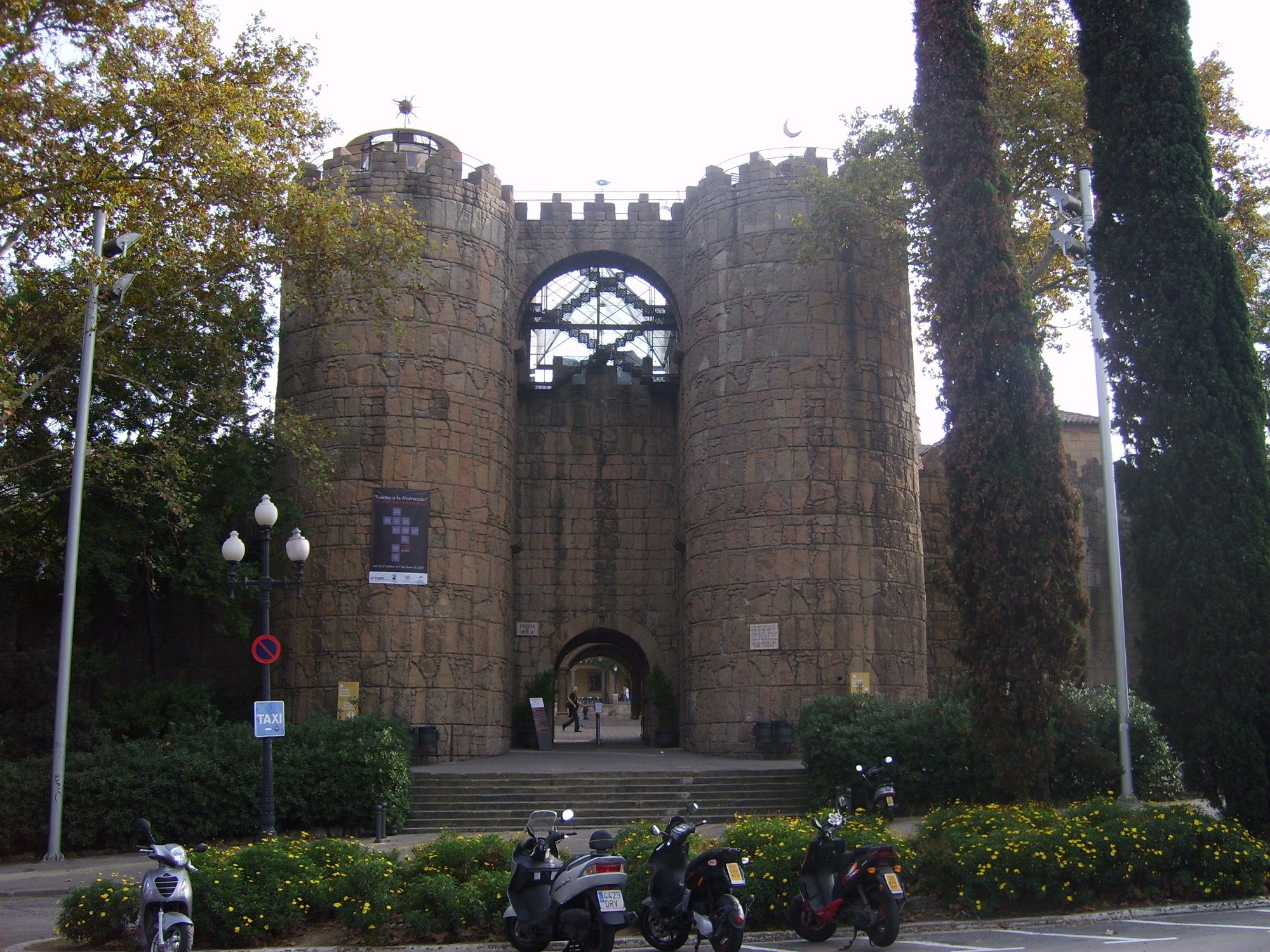
Puerta de San Vincente - Ávila középkori városkapuja (Kasztília és León)
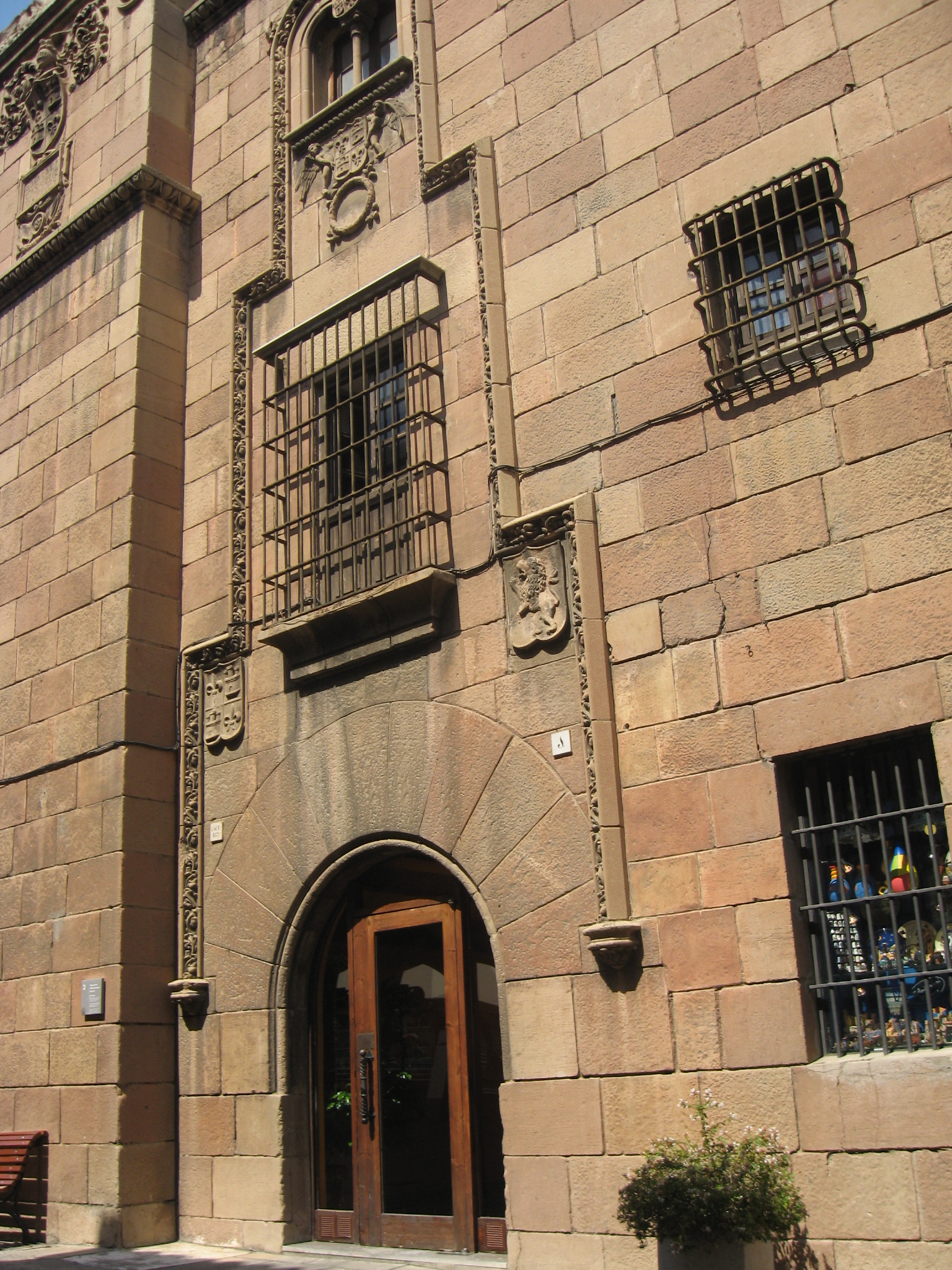
Palacio de los Golfines de Abajo (Extremadura)
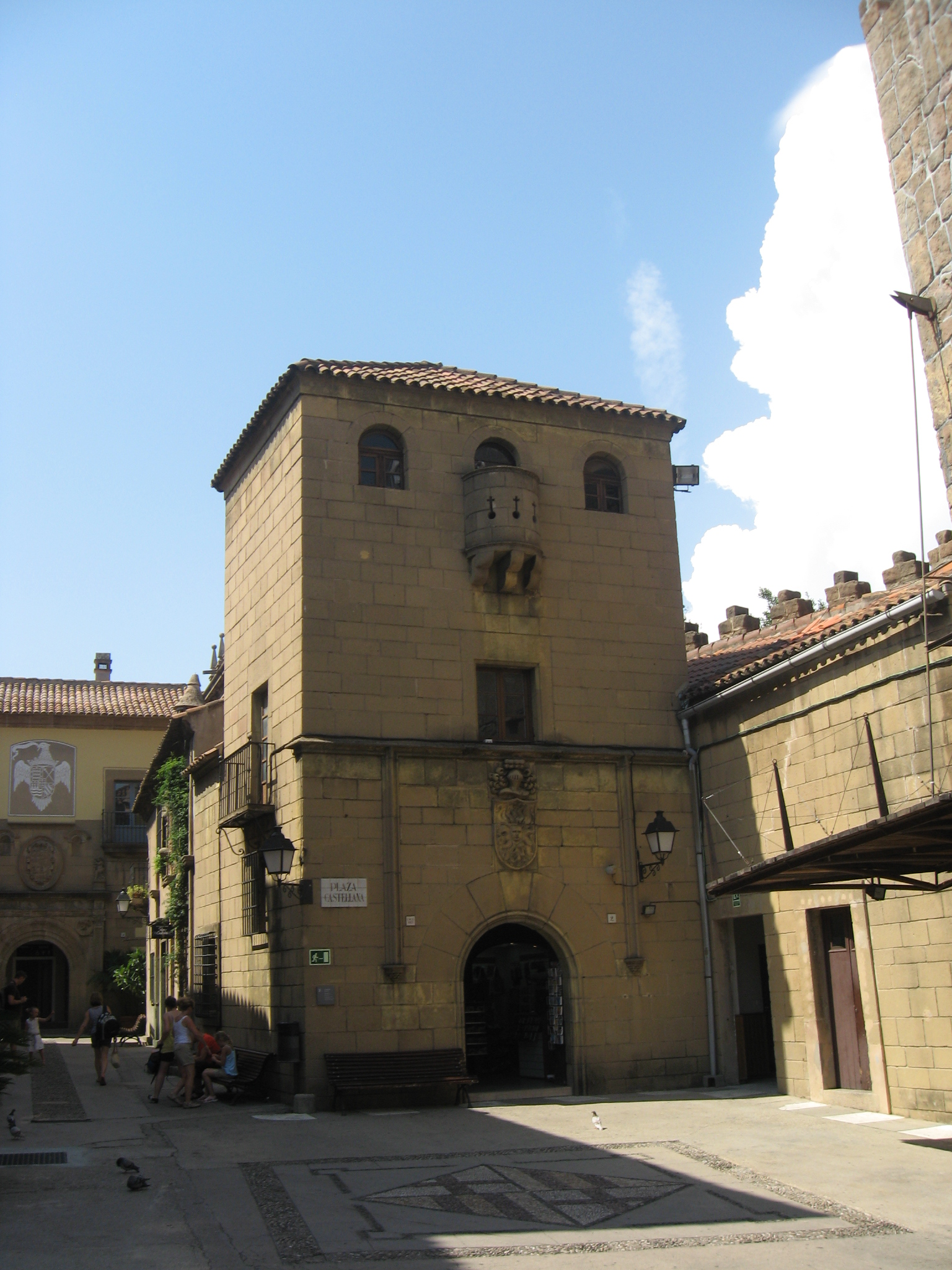
Casa del Sol (Extremadura)
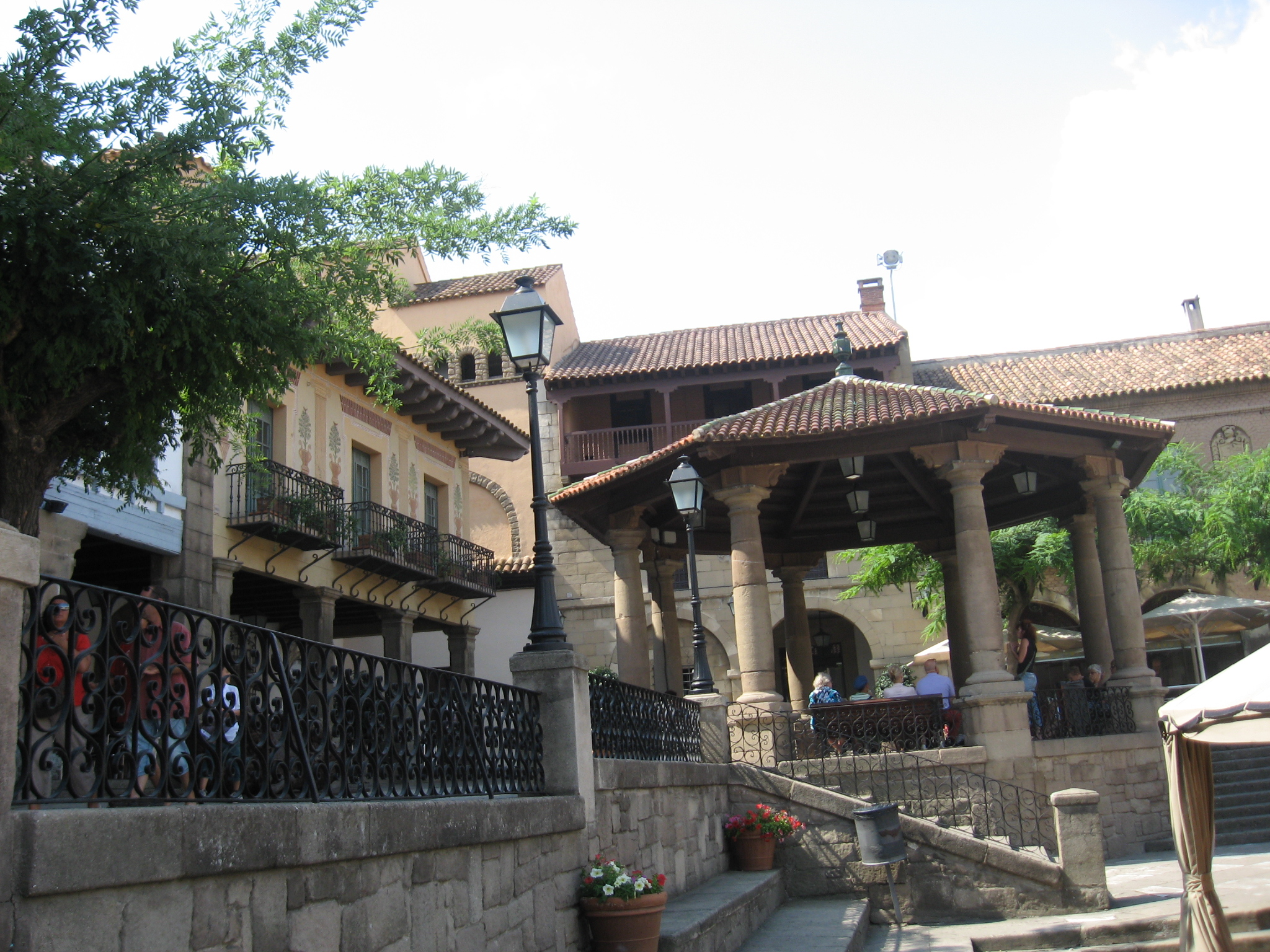
Glorieta (zenepavilon a Plaza Mayoron)
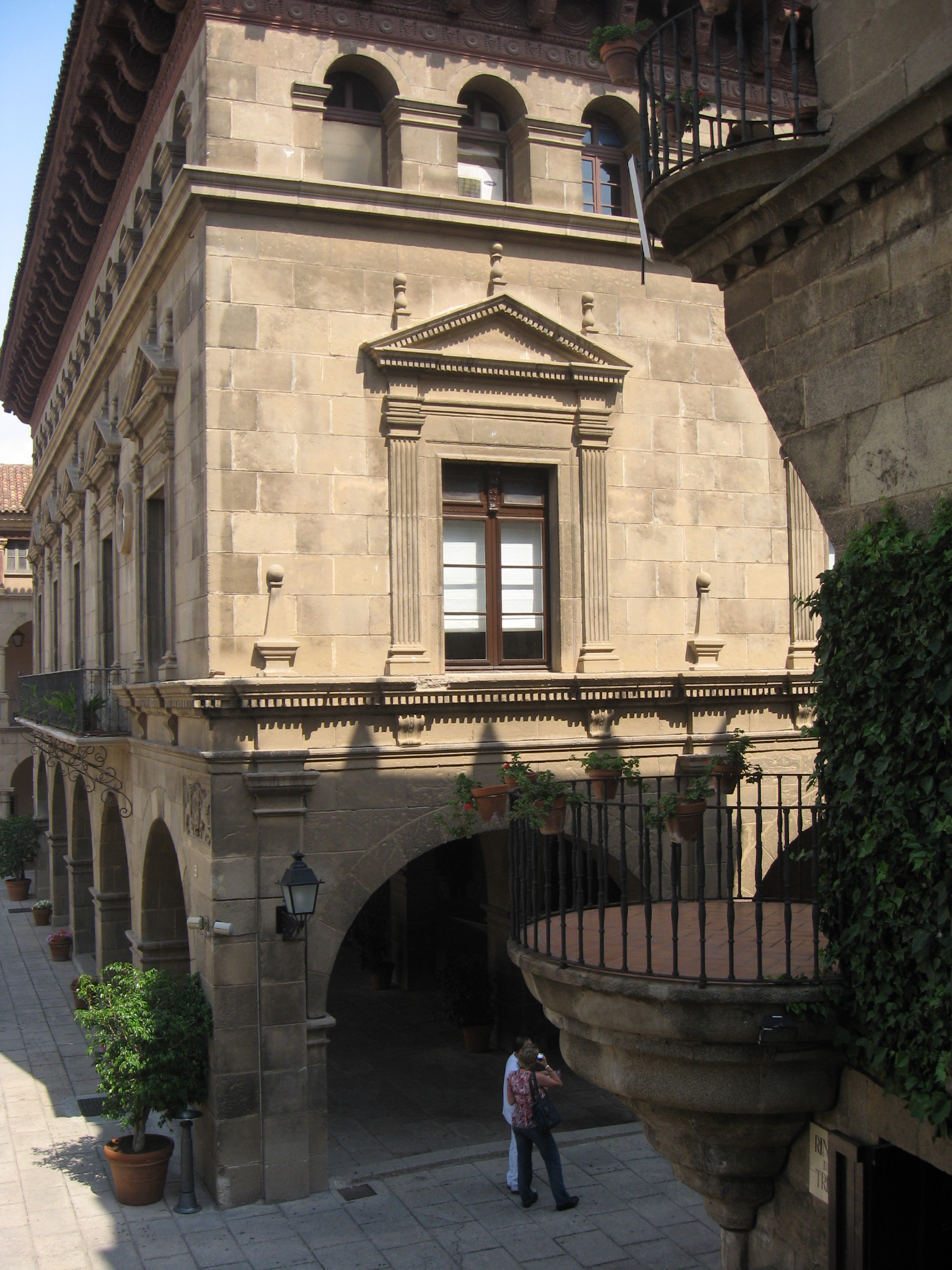
Ayuntiamento de Valderrobres - városháza (Aragónia)
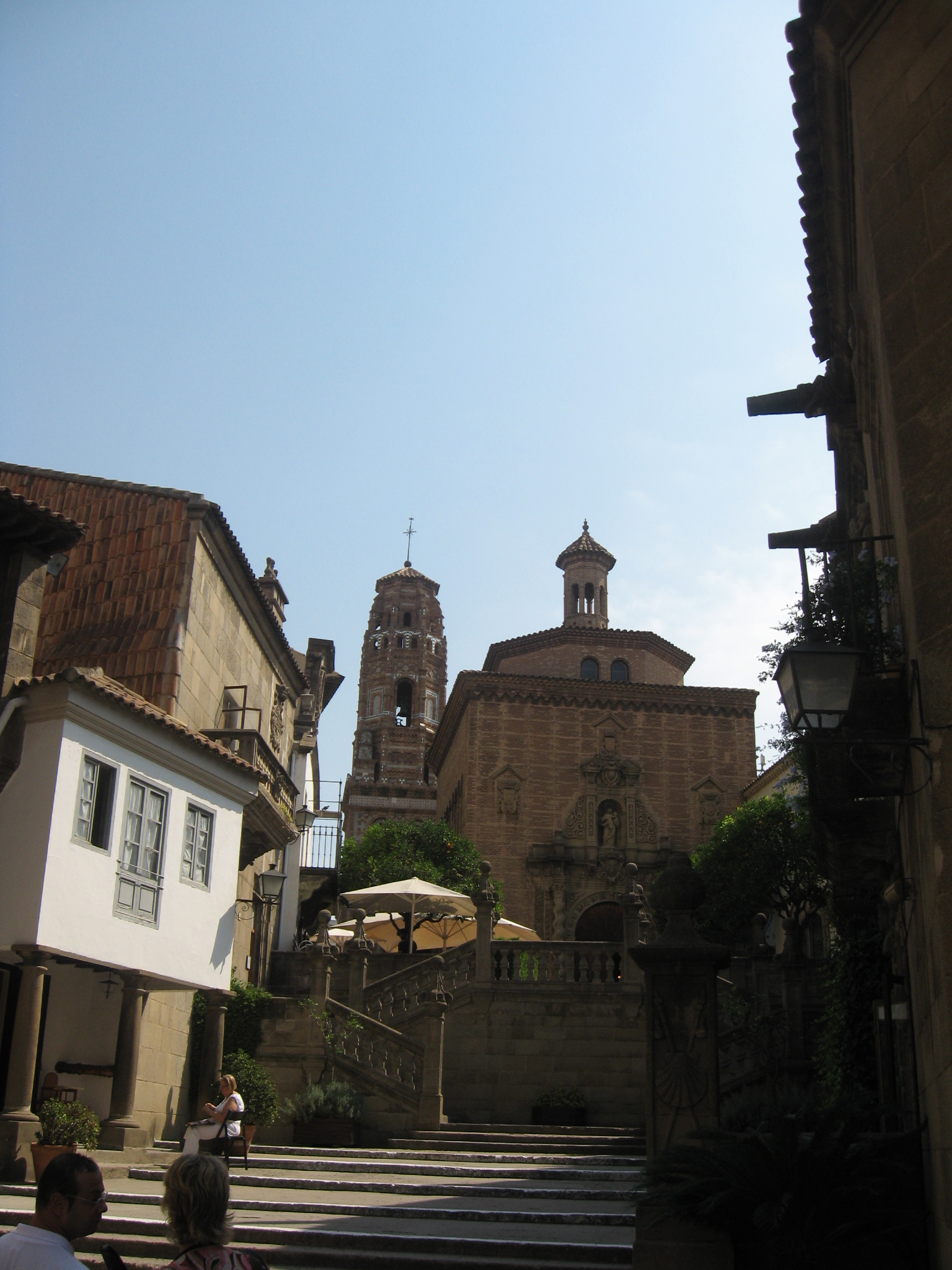
Iglesia de las Carmelitas (Karmeliták temploma, Aragónia) valamint előtérben a Santiago de Compostela-i katedrális előtti lépcsősor (Galicia)
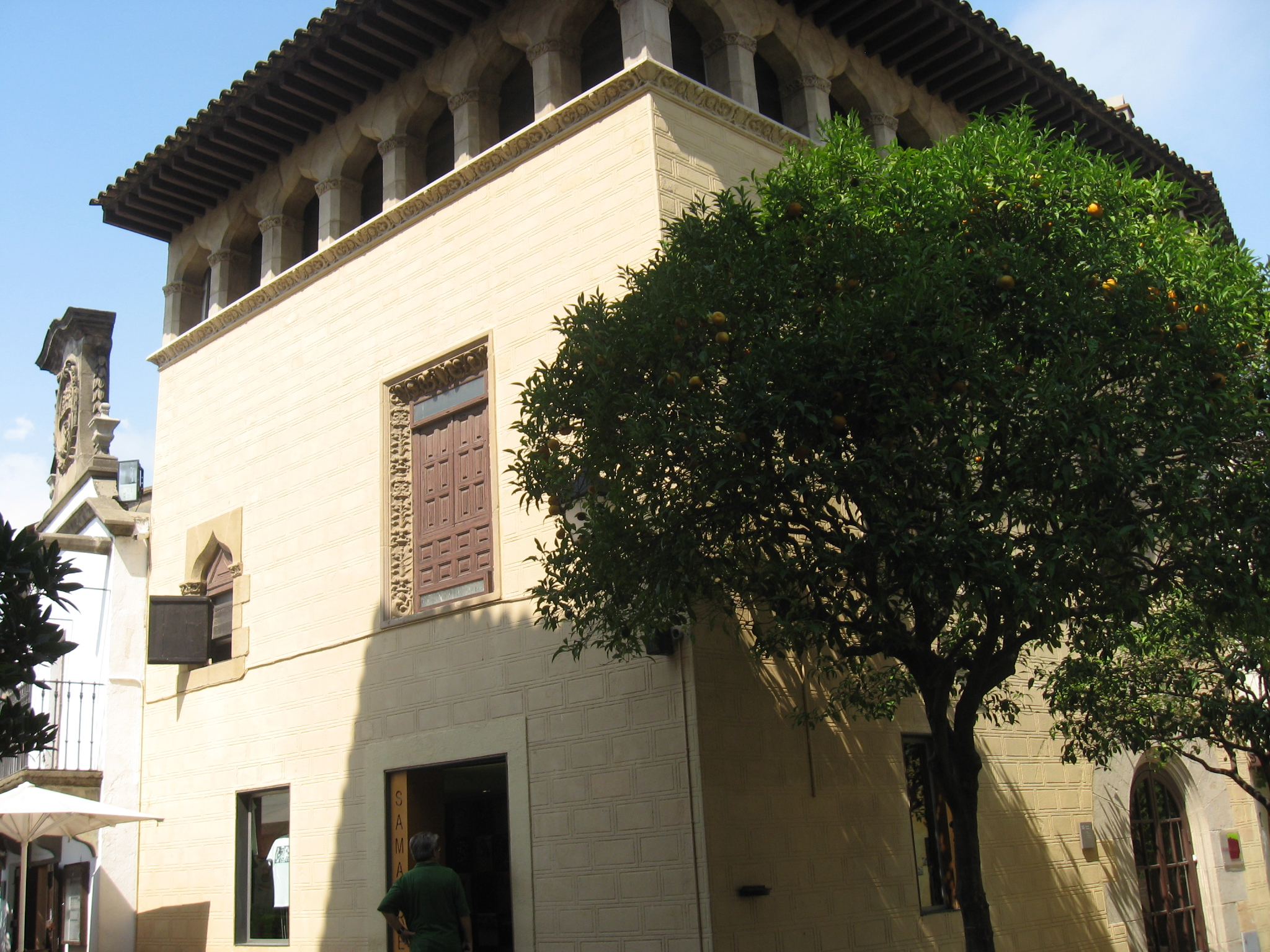
Casa típica de Maluenda (Aragónia)
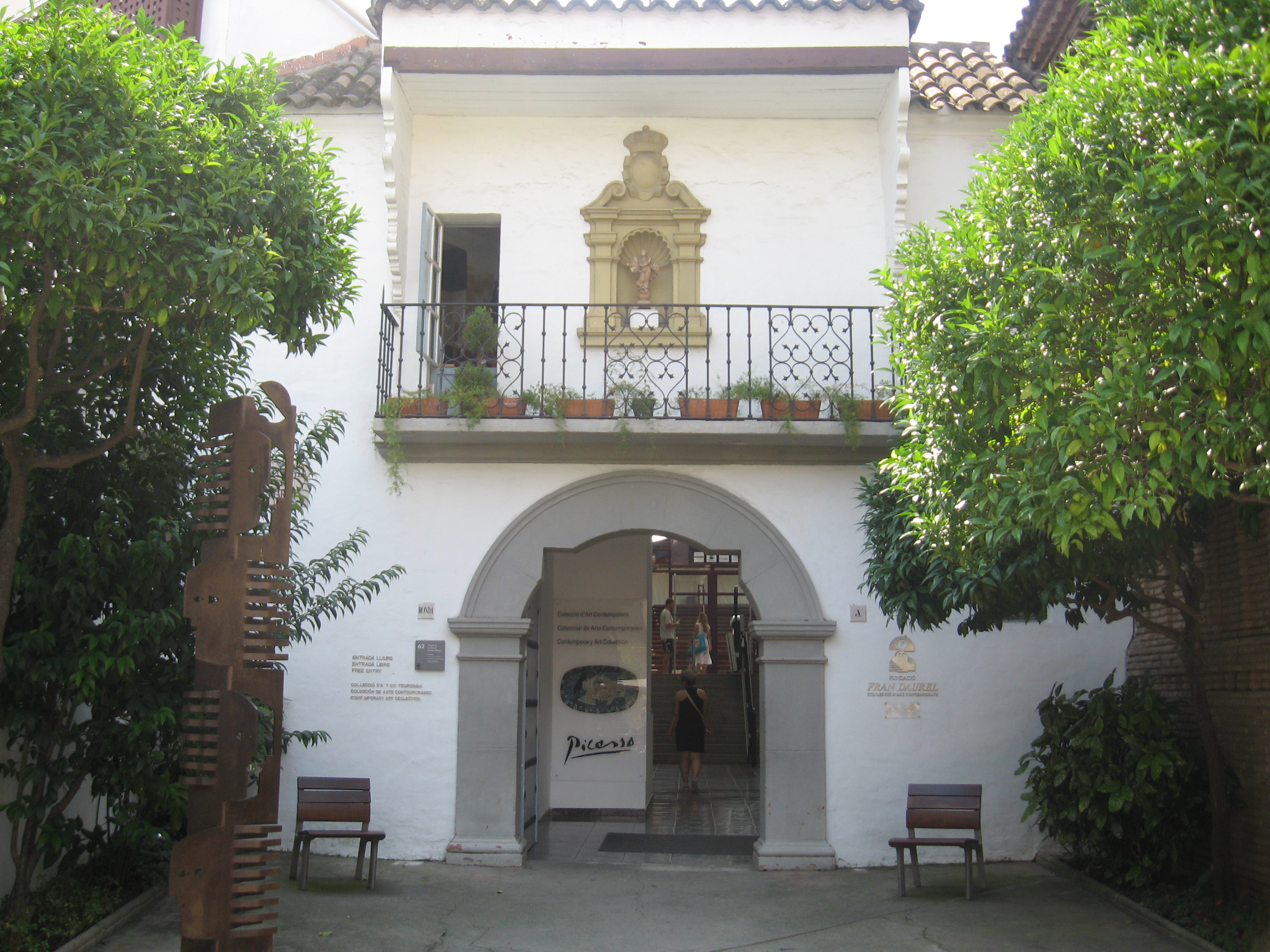
Posada de los Ánimas (Andalúzia)
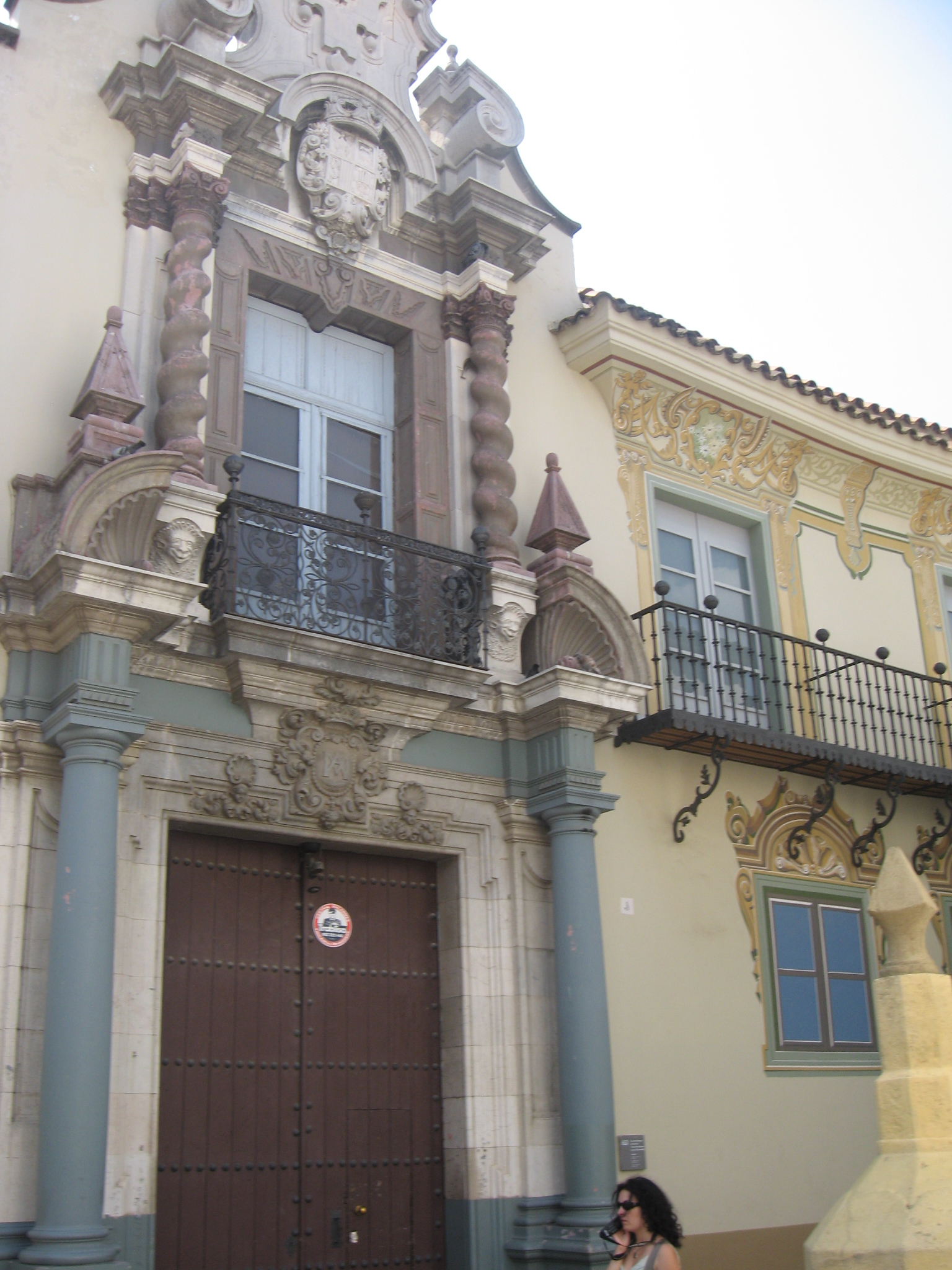
Palacio del Marqués de Penaflor (Andalúzia)
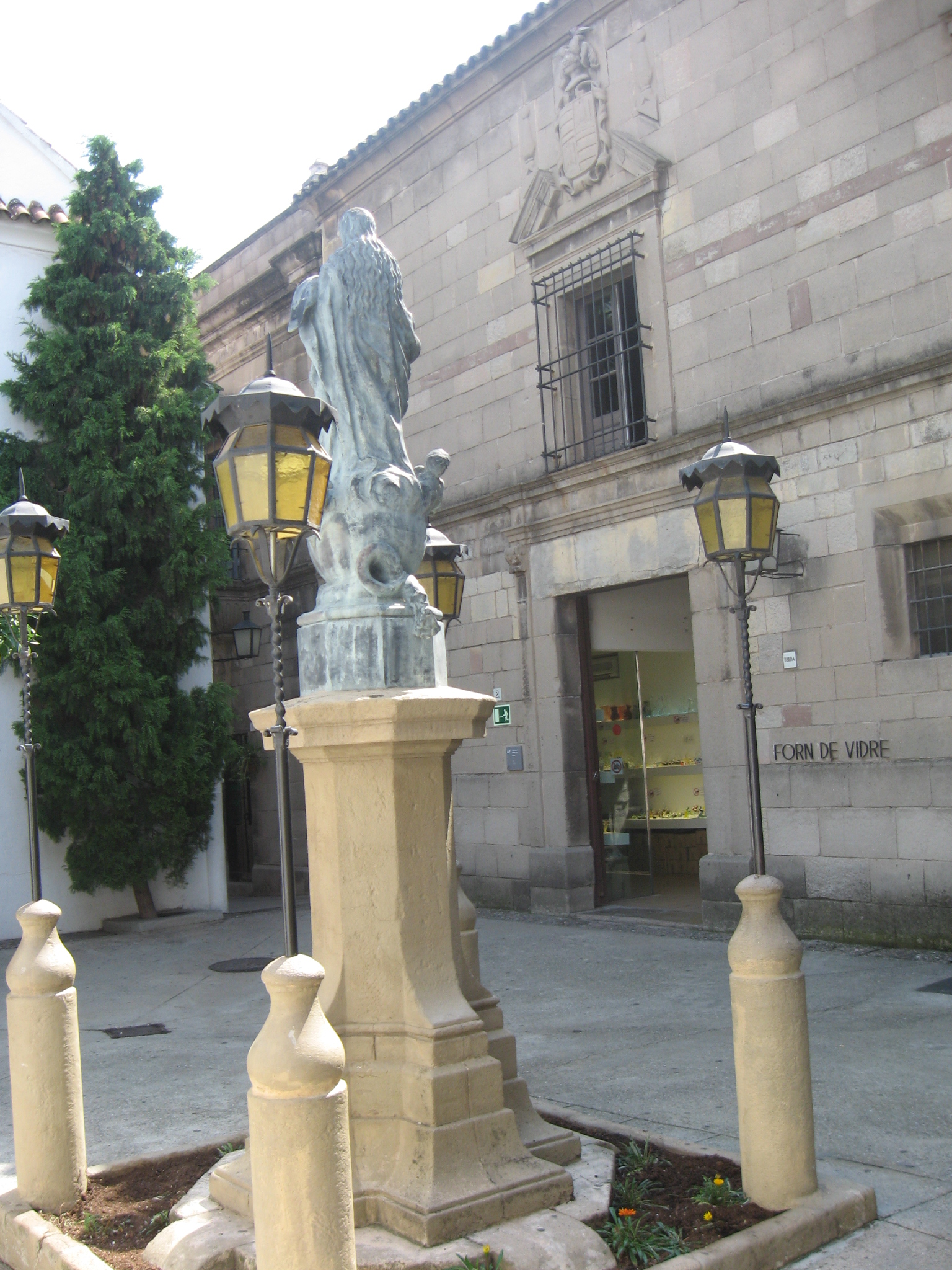
Casa de Ninca (Andalúzia)
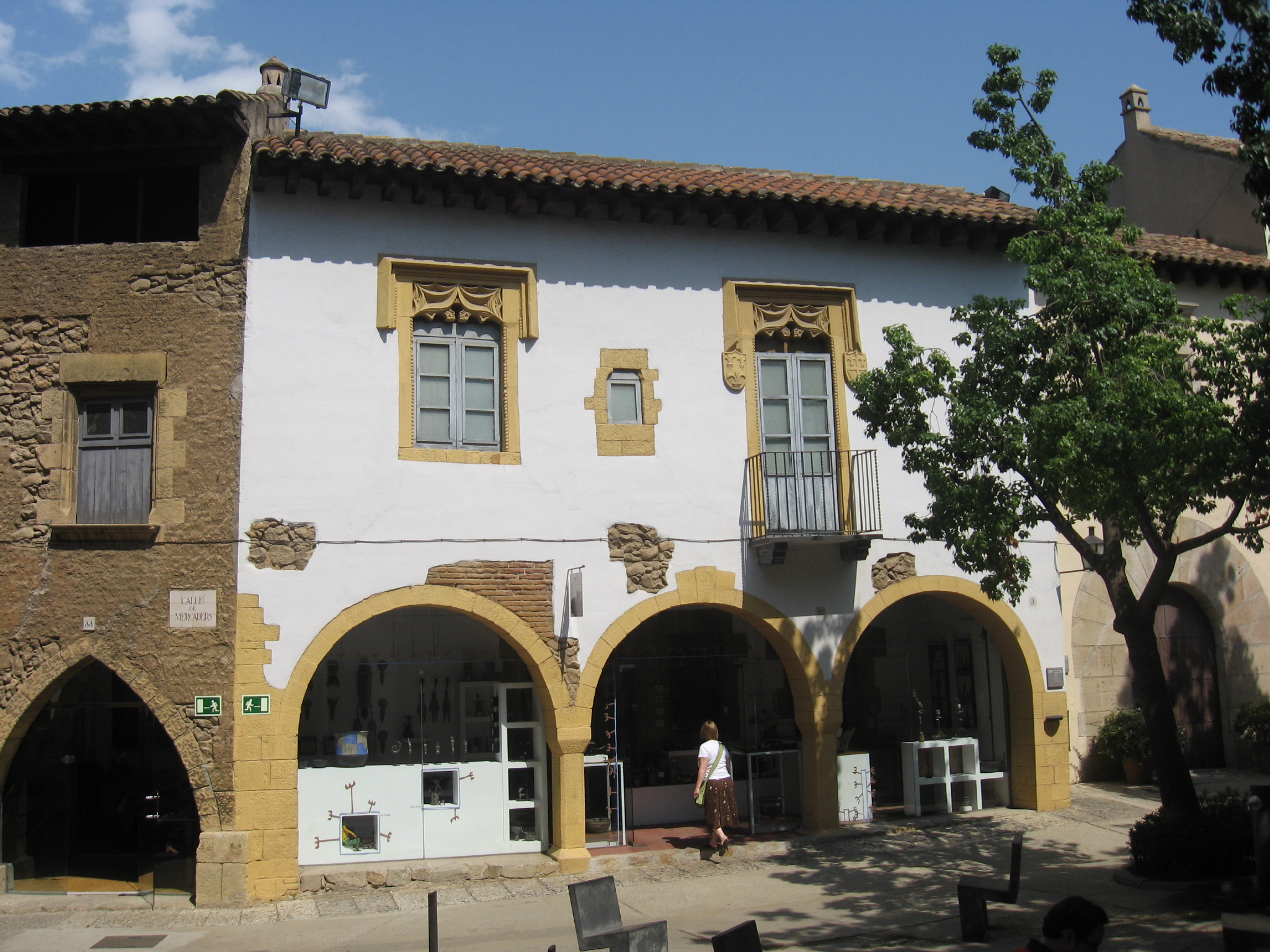
Casa de los Balbs (Katalónia)
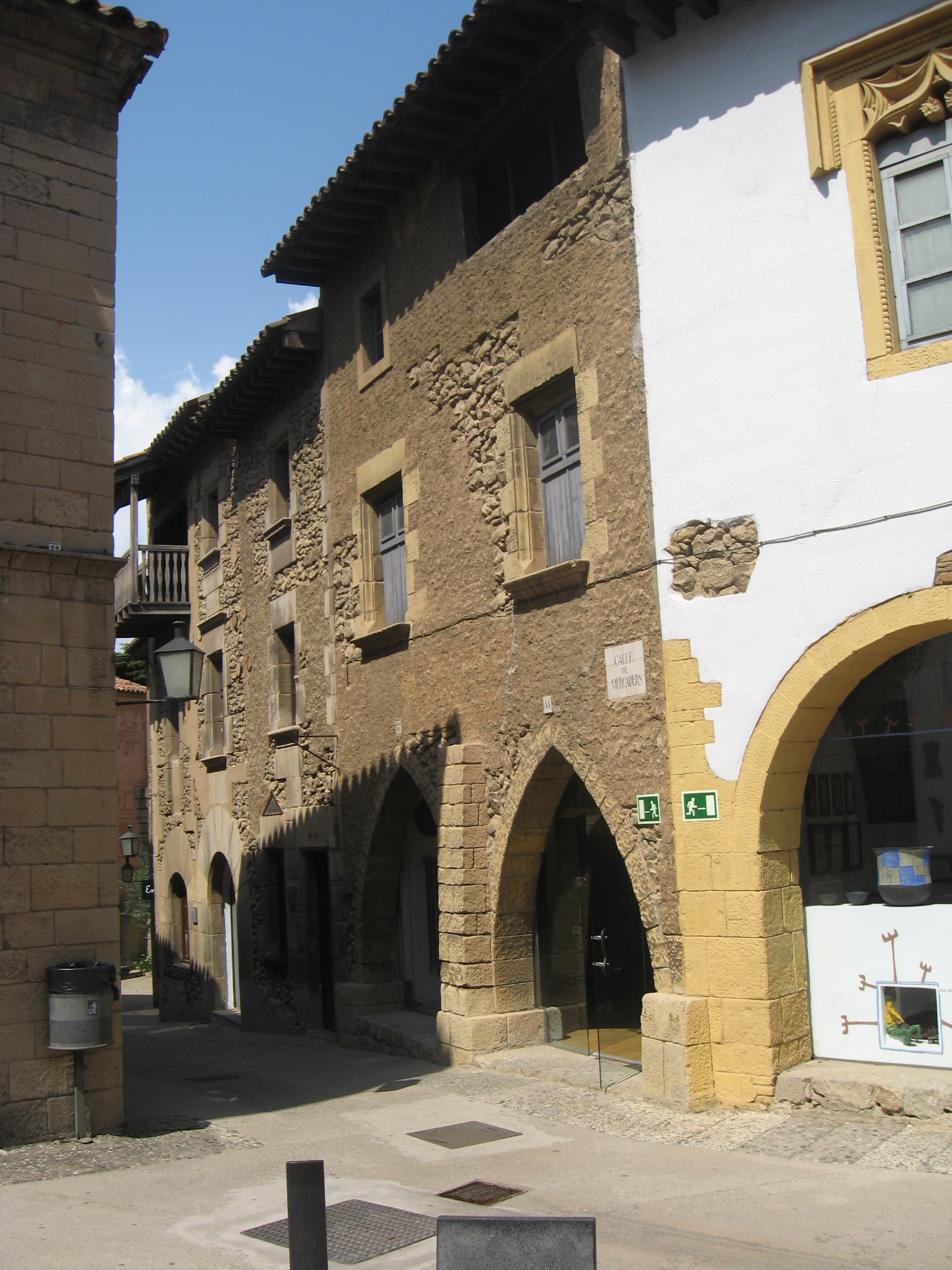
Casa típica de Sant Pau és Can Vazquez (Katalónia)
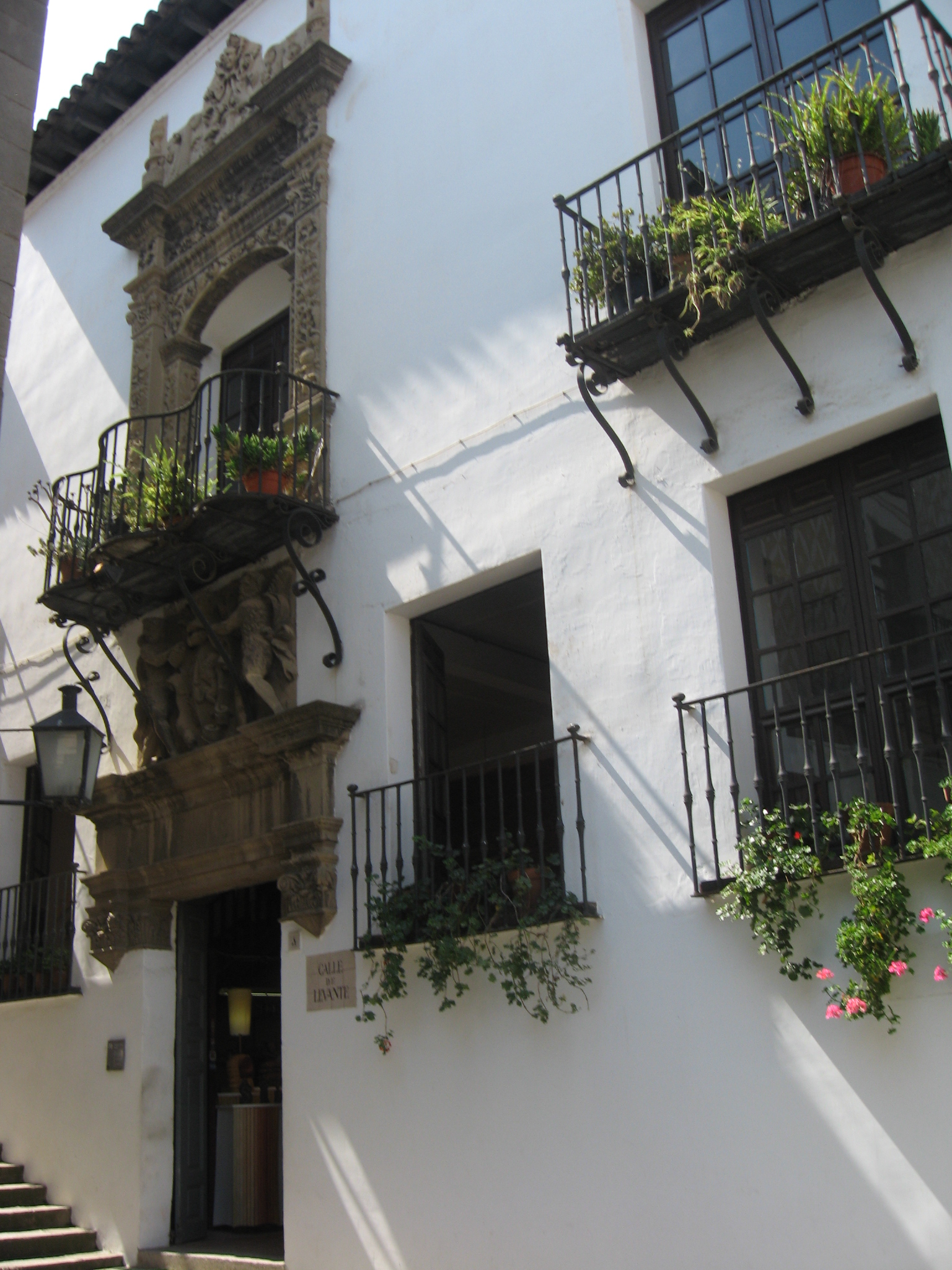
Casa de los Celdrán (Murcia)
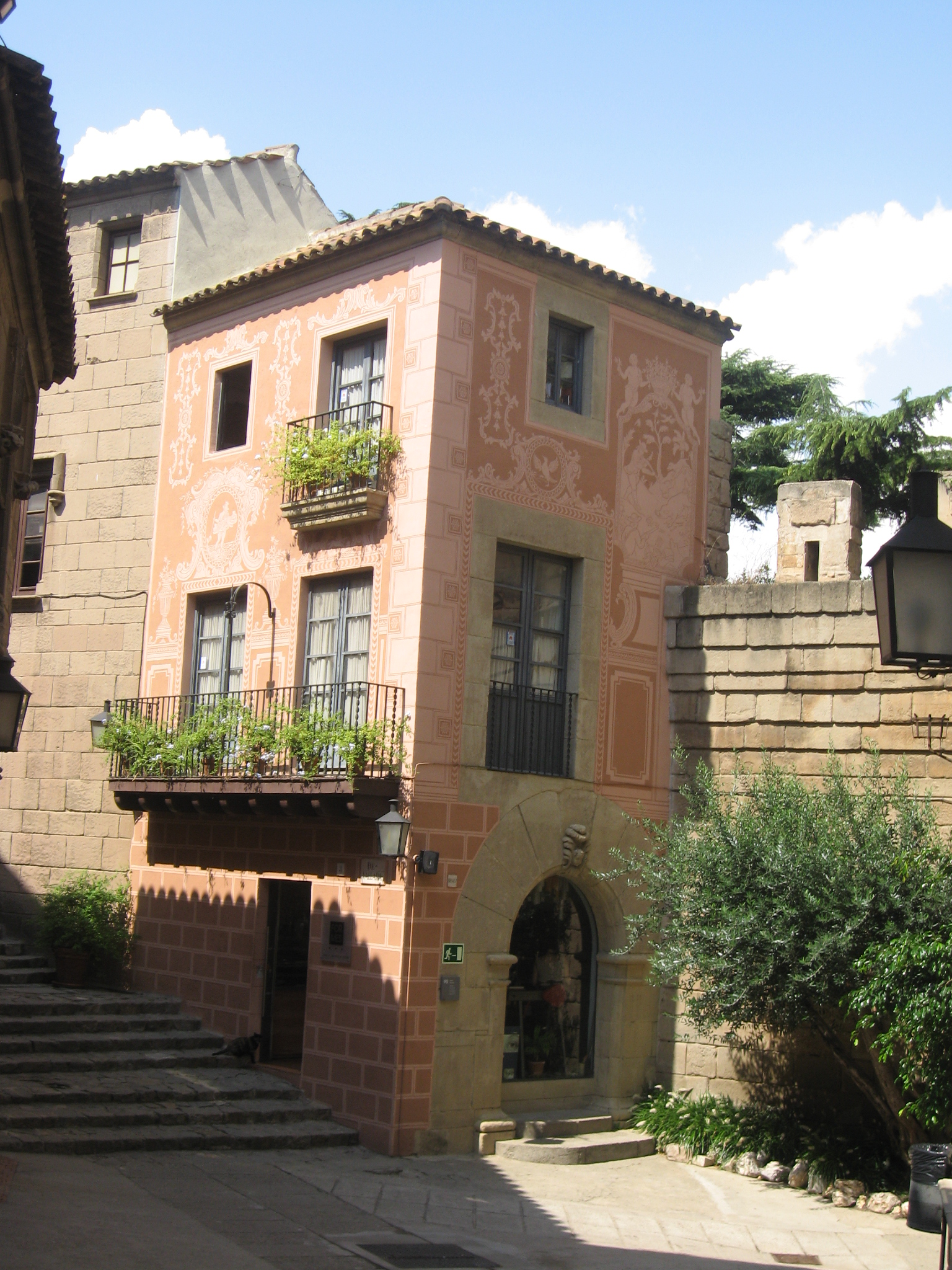
Casa típica de Besalú (Katalónia)
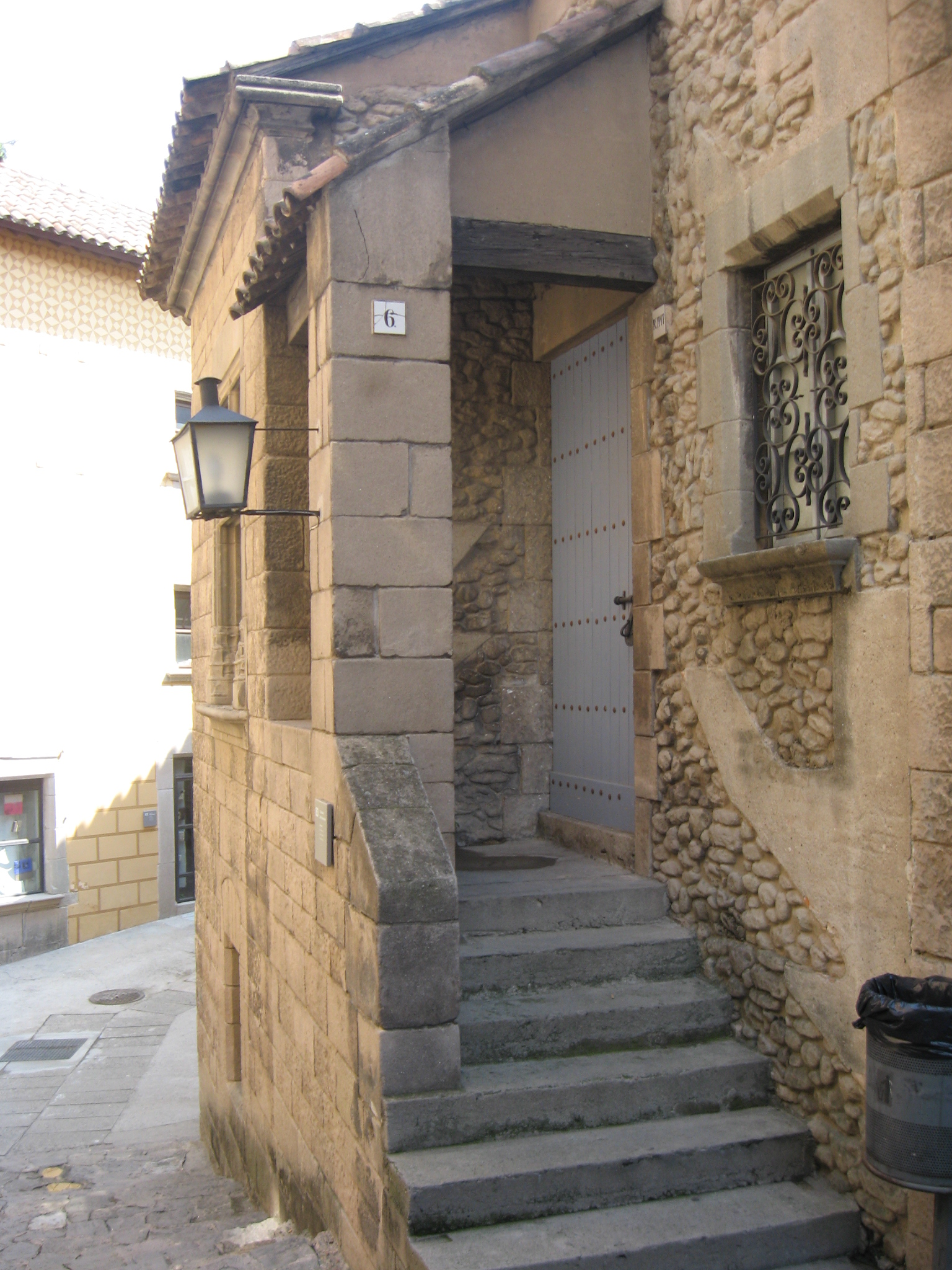
Can Banús (Katalónia)
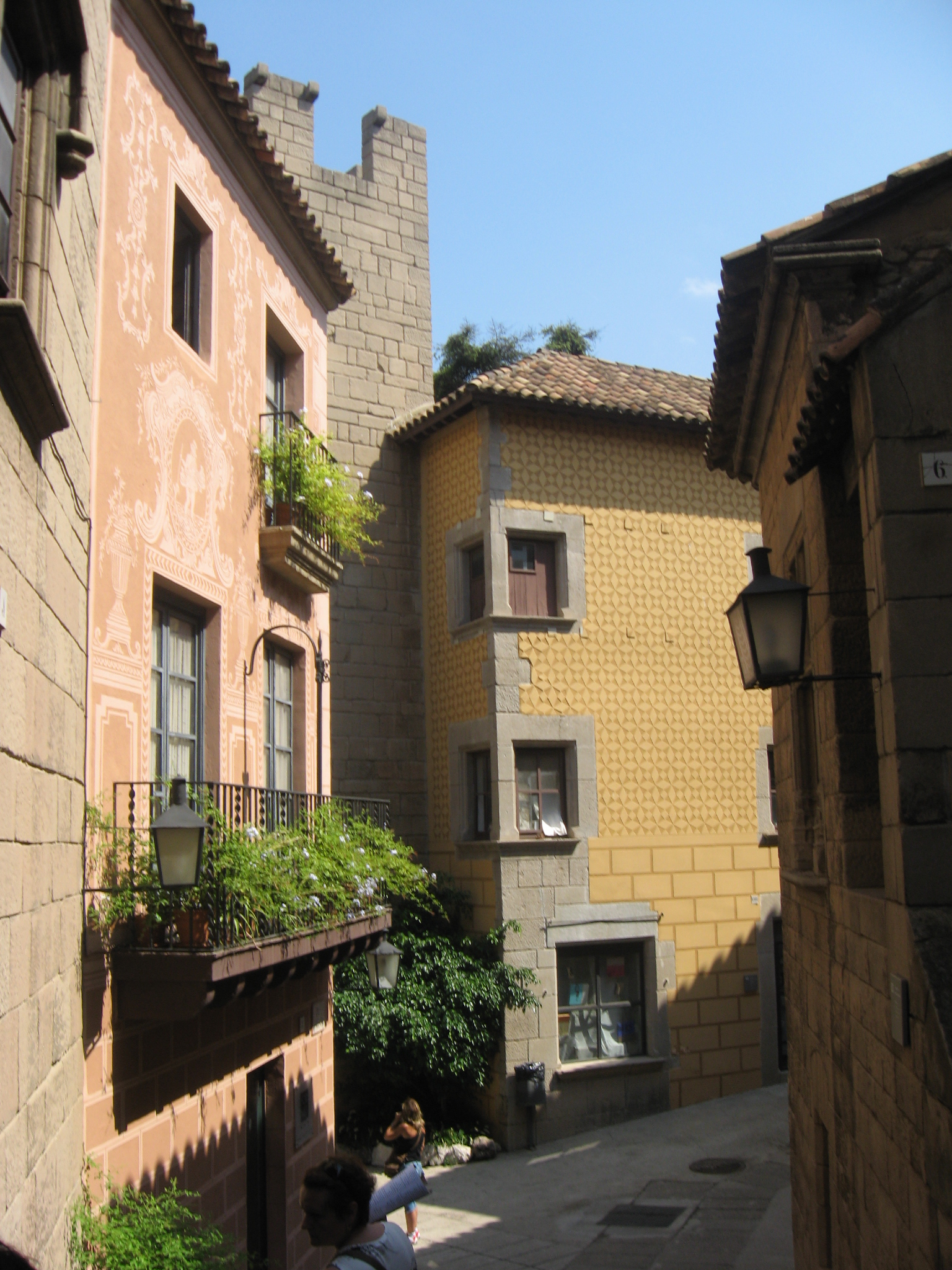
Can Lo (Katalónia)
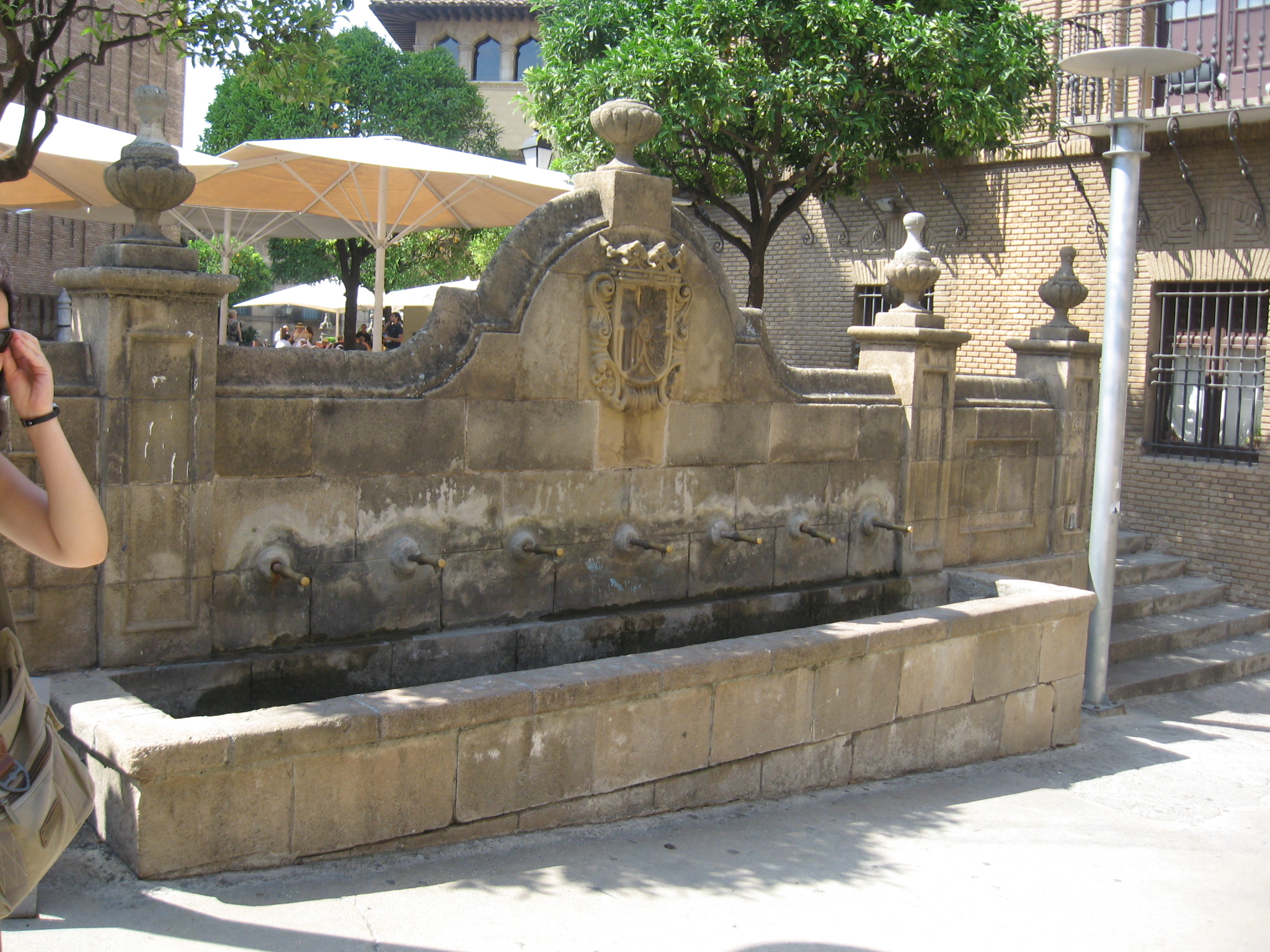
Funete di San Miguel (Aragónia)
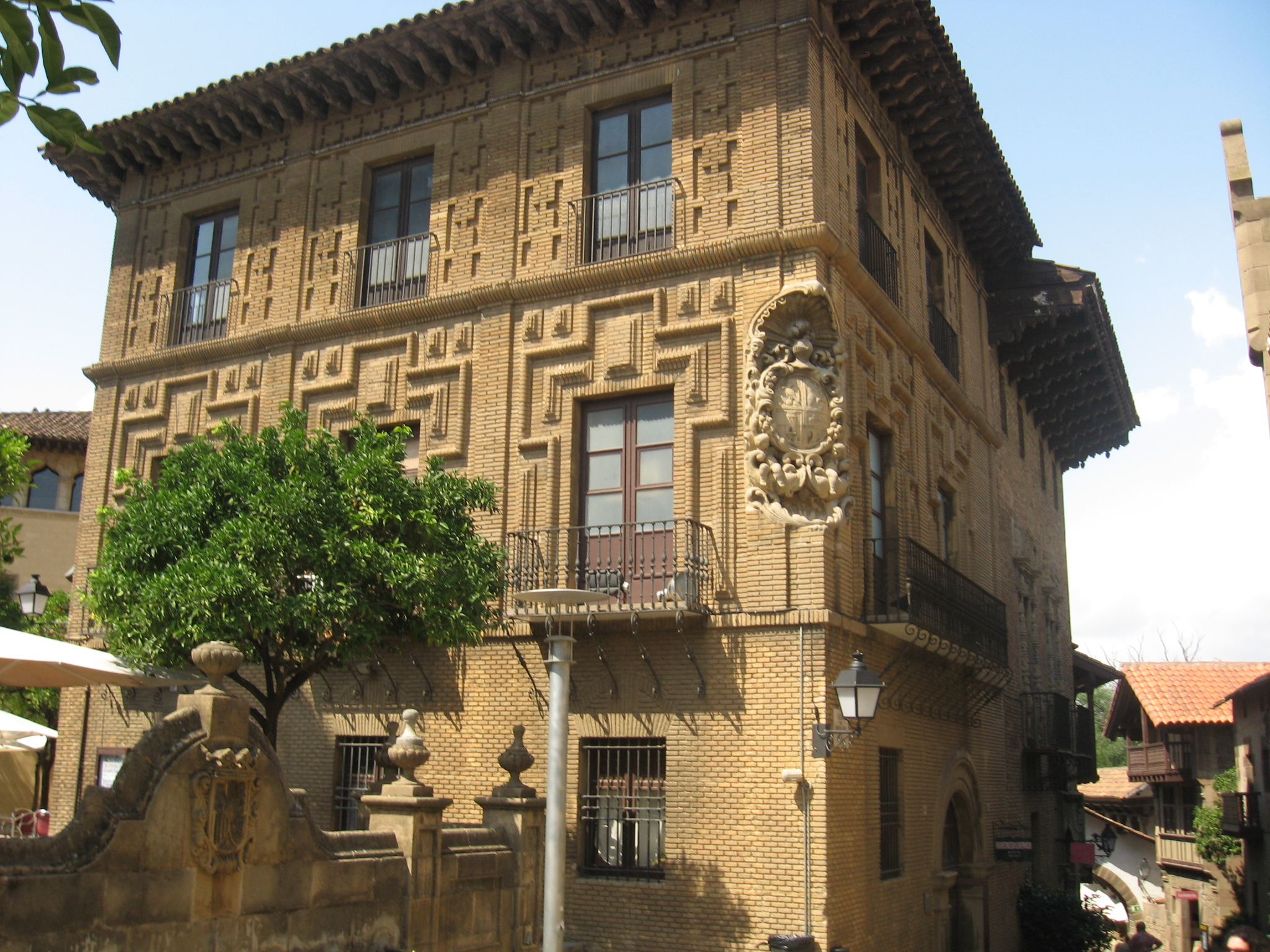
Casa de las Cadenas (Navarra)
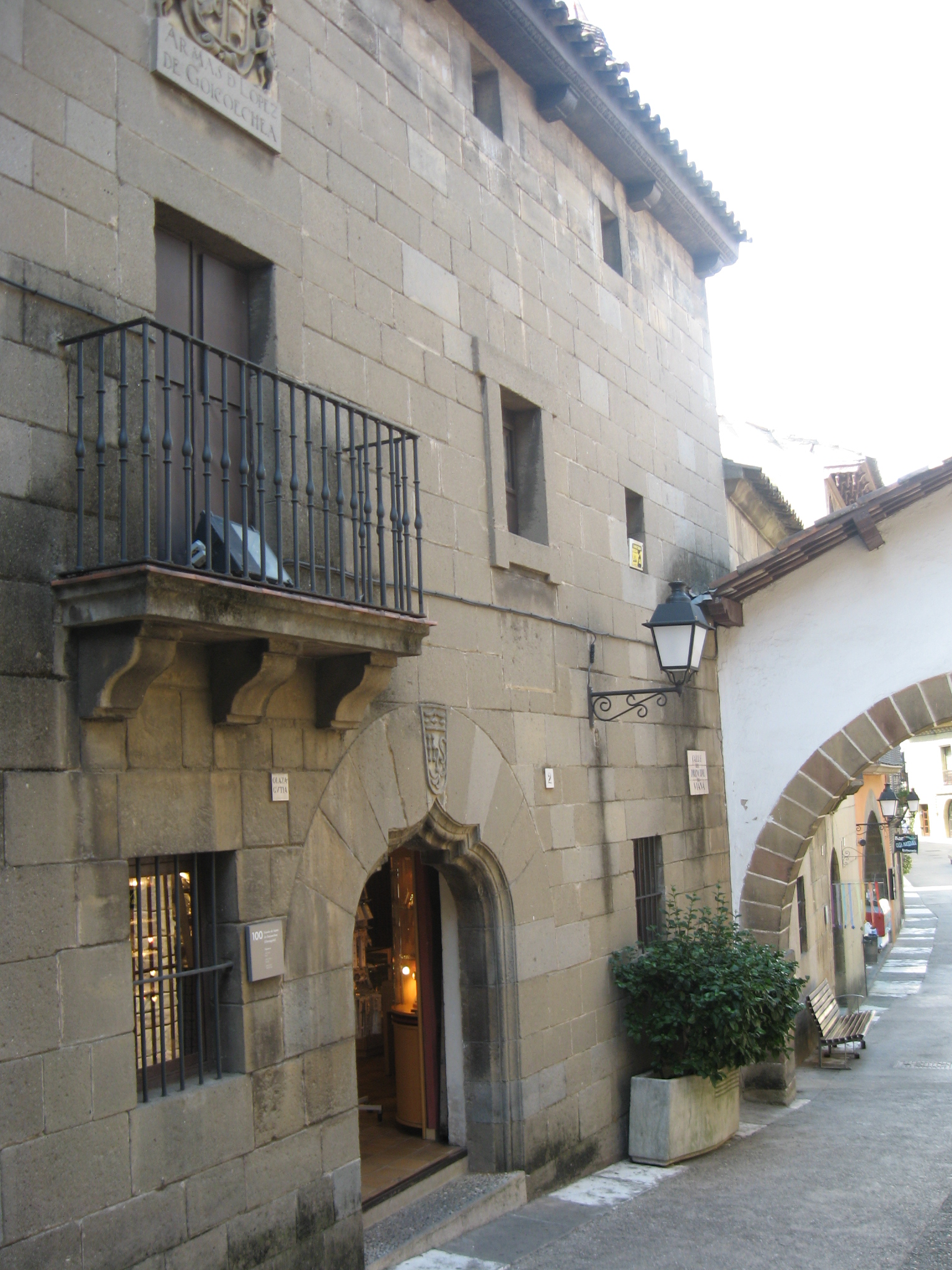
Escudo de López de Golchoechea (Navarra)
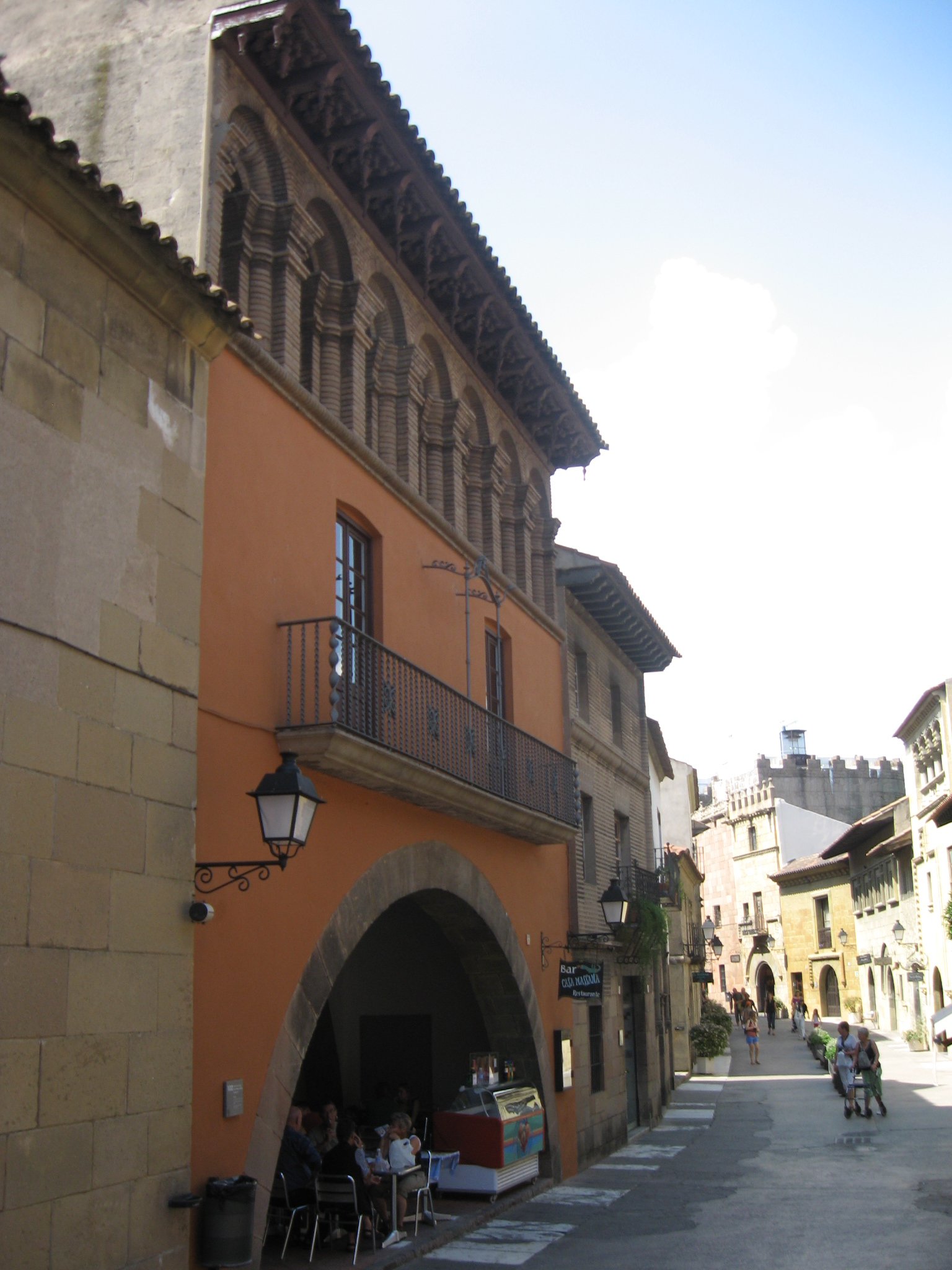
Arcos de la Lonja (Aragónia)

## Megközelítése
A Poble Espanyol a Montjuic nyugati oldalán fekszik, a Katalán Nemzeti Múzeumtól nem messze. Megközelíthető metróval a Plaza Espanyaról, valamint busszal.

## Külső hivatkozások
- Hivatalos honlap (angolul) és (spanyolul)